# Norwood (Ohio)
Norwood – miasto w Stanach Zjednoczonych, w południowo-zachodniej części stanu Ohio. Liczba mieszkańców w 2000 roku wynosiła 21 520.